# BET Award for Best International Act: UK
Der BET Award for Best International Act: UK wurde von 2011 bis 2017 von Black Entertainment Television (BET) im Rahmen der jährlichen BET Awards vergeben. Er richtete sich an Künstler aus dem Vereinigten Königreich. Er wurde zusammen mit dem BET Award for Best International Act: Africa eingeführt, aber bereits 2016 zum letzten Mal vergeben.  
Seit 2018 wird statt der beiden Awards der BET Award for Best International Act vergeben. 

## Liste der Sieger und Nominierten

### 2010er
| Jahr             | Künstler | Ref |
| ---------------- | -------- | --- |
| 2011             |          |     |
| Tinie Tempah     | [ 1 ]    |     |
| VV Brown         | [ 1 ]    |     |
| Chipmunk         | [ 1 ]    |     |
| Laura Izibor     | [ 1 ]    |     |
| Skepta           | [ 1 ]    |     |
| Tinchy Stryder   | [ 1 ]    |     |
| 2012             | [ 1 ]    |     |
| Wretch 32        | [ 2 ]    |     |
| Estelle          | [ 2 ]    |     |
| Labrinth         | [ 2 ]    |     |
| Emeli Sandé      | [ 2 ]    |     |
| Sway             | [ 2 ]    |     |
| 2013             | [ 2 ]    |     |
| Emeli Sandé      |          |     |
| Marsha Ambrosius |          |     |
| Estelle          |          |     |
| Labrinth         |          |     |
| Rita Ora         |          |     |
| Wiley            |          |     |
| 2014             |          |     |
| Krept and Konan  | [ 3 ]    |     |
| Ghetts           | [ 3 ]    |     |
| Laura Mvula      | [ 3 ]    |     |
| Rita Ora         | [ 3 ]    |     |
| Dizzee Rascal    | [ 3 ]    |     |
| Tinie Tempah     | [ 3 ]    |     |
| 2015             | [ 3 ]    |     |
| Stormzy          | [ 4 ]    |     |
| FKA Twigs        | [ 4 ]    |     |
| Fuse ODG         | [ 4 ]    |     |
| Lethal Bizzle    | [ 4 ]    |     |
| Little Simz      | [ 4 ]    |     |
| MNEK             | [ 4 ]    |     |
| 2016             | [ 4 ]    |     |
| Skepta           |          |     |
| Kano             |          |     |
| Krept and Konan  |          |     |
| Lianne La Havas  |          |     |
| Stormzy          |          |     |